# Италија на Европском првенству у атлетици у дворани 1975.
Италија је учествовала на  6. Европском првенству у дворани 1975.  одржаном  8. и 9. марта у Спортско-забавној дворани Сподек у Катовицама, (Пољска). Репрезентацију Италије у њеном шестом учешћу на европским првенствима у дворани представљало је седам атлетичара (4 мушкрца и 3 жене) који су се такмичили у 6 дисциплине 4 мушке и 2 женске.
На овом првенству Италија није освојила ниједну медаљу.
У табели успешности према броју и пласману такмичара који су учествовали у финалним такмичењима (првих 8 такмичара) Италија је са три учесника у финалу и осам бодова заузела 17 место. Од 24 земаља учеснице њих 6 нису имале ниједног учесника у финалу: Аустрија, Данска, Луксембург Норвешка Турска и Шпанија.
| Плас. | Земља   | 1. место | 2. место | 3. место | 4. место | 5. место | 6. место | 7. место | 8. место | Бр. финал. - Бод. |
| ----- | ------- | -------- | -------- | -------- | -------- | -------- | -------- | -------- | -------- | ----------------- |
| 17.   | Италија | −        | −        | −        | −        | 2 − 4    | −        | −        | 1 − 1    | 3 − 11            |

## Учесници
| Бр. | Дисциплина   | Мушкарци        | Жене                            | Укупно |
| --- | ------------ | --------------- | ------------------------------- | ------ |
| 1.  | 60 м         | Лучано Каравани | Рита Ботиљери Чечилија Ботињери | 3      |
| 2.  | 400 м        | Алдо Томазини   |                                 | 1      |
| 3.  | 60 м препоне | Ђузепе Бутари   |                                 | 1      |
| 4.  | Скок увис    | Ђордано Ферарии | Сара Симеони                    | 2      |
|     | Укупно (7)   | 4               | 3                               | 7      |

## Резултати

### Мушкарци
| Атлетичар       | Дисциплина   | Лични рекорд | Квалификације | Квалификације | Полуфинале           | Полуфинале           | Финале               | Финале       | Детаљи |
| Атлетичар       | Дисциплина   | Лични рекорд | Резултат      | Место         | Резултат             | Место                | Резултат             | Место        | Детаљи |
| --------------- | ------------ | ------------ | ------------- | ------------- | -------------------- | -------------------- | -------------------- | ------------ | ------ |
| Лучано Каравани | 60 м         |              | 6,76 ЛР       | 2. у гр 3 КВ  | 6,79                 | 3. у пф. 2           | 7,43                 | 5. / 19 (20) |        |
| Флавио Борђи    | 400 м        |              | 49,22         | 32. у гр 2    | Није се квалификовао | Није се квалификовао | Није се квалификовао | 5. / 9       |        |
| Ђузепе Бутари   | 60 м препоне |              | 7,95          | 1. у гр 1 КВ  | 7,95                 | 3. у пф. 2           | Није се квалификовао | 10. / 23     |        |
| Ђордано Ферарии | скок увис    |              |               |               |                      |                      | 2,16                 | 7. / 18      |        |

### Жене
| Атлетичарка       | Дисциплина | Лични рекорд | Квалификације | Квалификације | Полуфинале            | Полуфинале            | Финале                | Финале        | Детаљи |
| Атлетичарка       | Дисциплина | Лични рекорд | Резултат      | Место         | Резултат              | Место                 | Резултат              | Место         | Детаљи |
| ----------------- | ---------- | ------------ | ------------- | ------------- | --------------------- | --------------------- | --------------------- | ------------- | ------ |
| Рита Ботиљери     | 60 м       |              | 7,51          | 3. у гр 2 кв  | 7,42                  | 3. у пф. 2            | Није се квалификовала | 7. / 24       |        |
| Чачилија Ботињери | 60 м       |              | 7,58          | 4. у гр 3     | Није се квалификовала | Није се квалификовала | Није се квалификовала | 16. / 20 (19) |        |
| Сара Симеони      | скок увис  | 1,82         |               |               |                       |                       | 1,80                  | 4. / 12       |        |

## Биланс медаља Италије после 6. Европског првенства у дворани 1970—1975.
|     | ЕП     |   |   |   |   | УП   |
| 1.  | 1970.  | 0 | 0 | 0 | 0 |      |
| 2.  | 1971.  | 0 | 0 | 2 | 2 | 12.  |
| 3.  | 1972.  | 0 | 0 | 0 | 0 | =17. |
| 4.  | 1973.  | 1 | 0 | 0 | 1 | 13.  |
| 5.  | 1974.  | 0 | 0 | 0 | 0 | 16.  |
| 5.  | 1975.  | 0 | 0 | 0 | 0 | 17.  |
| 1-5 | Укупно | 1 | 0 | 2 | 3 | 17   |
| --- | ------ | - | - | - | - | ---- |

|                                        | ЕП                                     |                                        |                                        |                                        |                                        |                                        |
| Није било вишеструких освајача медаља. | Није било вишеструких освајача медаља. | Није било вишеструких освајача медаља. | Није било вишеструких освајача медаља. | Није било вишеструких освајача медаља. | Није било вишеструких освајача медаља. | Није било вишеструких освајача медаља. |
| -------------------------------------- | -------------------------------------- | -------------------------------------- | -------------------------------------- | -------------------------------------- | -------------------------------------- | -------------------------------------- |

## Италијански освајачи медаља после 6. Европског првенства 1970—1975.
|    | Атлетичар/ка   | м | ж | ЕП       | Дисциплина   |   |   |   |   |
| -- | -------------- | - | - | -------- | ------------ | - | - | - | - |
| 1. | Ђани дел Буоно | м |   | 1971.    | 1.500 м      |   |   |   |   |
| 2. | Серђо Лијани   | м |   | 1971.    | 60 м препоне |   |   |   | 2 |
| 3. | Ренато Дионизи | м |   | 1973.    | скок мотком  |   |   |   | 1 |
|    | Укупно         | 3 | 0 | 1970—75. |              | 1 | 0 | 2 | 3 |